# Unicodeblock Vereinheitlichte CJK-Ideogramme, Erweiterung B
Der Unicodeblock Vereinheitlichte CJK-Ideogramme, Erweiterung B (englisch: Unified CJK Ideographs Extension B) ist ein Block im Unicode-Standard. Er wurde mit der Version 3.1 eingeführt. Die Bezeichnungen "Ideographs" im Original bzw. "Ideogramme" in der Übersetzung sind irreführend, da die damit dargestellten Schriften strenggenommen keine Begriffsschriften (vgl. Ideographie) sind.
Als der erste CJK-Block eingeführt wurde, hatte Unicode aufgrund der damaligen Beschränkung von 216 (65536) Zeichen kein Interesse, Zeichen aufzunehmen, die nicht mehr in Gebrauch sind. Dies änderte sich mit der Erweiterung des Namensraums auf 16 Planes, wodurch genug Platz verfügbar war, um alte CJK-Ideogramme in den Unicode-Standard aufzunehmen. Die sieben CJK-Länder VR China, Taiwan, Japan, Korea, Vietnam, Hongkong und Macau haben Anfragen zur Kodierung vieler alter und seltener Zeichen abgeschickt, vor allem Zeichen für Chữ nôm sowie Zeichen alter Dynastien (wie z. B. der Yuan-Dynastie). Am Ende der Aufnahmeperiode und dem Vereinheitlichungsprozess waren 42.711 Zeichen zur Kodierung zusammengestellt.
Es gab teilweise Kritik an der Qualitätskontrolle, wodurch sehr ähnliche oder teils sogar identische Zeichen zur Kodierung akzeptiert wurden. Daraufhin hat das Unicode-Konsortium angekündigt, die Kontrolle vorgeschlagener CJK-Ideogramme in Zukunft zu verbessern.
Aufgrund der Größe dieses Blocks befindet sich die Zeichentabelle aufgeteilt unter:
- Unicodeblock Vereinheitlichte CJK-Ideogramme, Erweiterung B/20000 bis 21FFF
- Unicodeblock Vereinheitlichte CJK-Ideogramme, Erweiterung B/22000 bis 23FFF
- Unicodeblock Vereinheitlichte CJK-Ideogramme, Erweiterung B/24000 bis 25FFF
- Unicodeblock Vereinheitlichte CJK-Ideogramme, Erweiterung B/26000 bis 27FFF
- Unicodeblock Vereinheitlichte CJK-Ideogramme, Erweiterung B/28000 bis 2A6DF